# Omerbožovići
Omerbožovići (cyr. Омербожовићи) – wieś w Czarnogórze, w gminie Tuzi. W 2011 roku liczyła 205 mieszkańców.